# Oreopanax kuntzei
Oreopanax kuntzei är en araliaväxtart som beskrevs av Hermann Harms och Carl Ernst Otto Kuntze. Oreopanax kuntzei ingår i släktet Oreopanax och familjen Araliaceae. Inga underarter finns listade.